# درون‌بوم

موقعیت لسوتو درون آفریقای جنوبی که یک درون‌بوم را پدیدآورده است.

درون‌بوم سرزمینی یا بخشی از یک سرزمین است که کاملاً دربرگرفتهٔ قلمروی دولت دیگری است. منطقه‌های درون‌بوم ممکن است درون آب‌های سرزمینی باشند چون حاکمیت آن سرزمین بر آب‌های سرزمینی نیز واقع است. گاهی از درون‌بوم برای نشان دادن سرزمینی که تماماً توسط یک کشور دیگر احاطه شده‌است، استفاده می‌شود. دولت‌شهر واتیکان و سان مارینو در ایتالیا و لسوتو در آفریقای جنوبی سه کشور مستقلی هستند که تماماً توسط یک کشور دیگر احاطه شده‌اند.